# Kuretno
Kuretno je naselje v Občini Laško